# 5. gardijska brigada "Sokolovi"
5. gardijska brigada zvana "Sokolovi" (katkad zvana i "Slavonski Sokolovi") bila je hrvatska vojna postrojba ustrojena 25. listopada 1992. godine u Vinkovcima. Sastavljena je većinom od postrojbi iz Slavonije, najvećim dijelom od pripadnika  204. vukovarske brigade, 108. brodske brigade, 109. vinkovačke brigade, 3. satnija (novogradiška), 122. đakovačke brigade, 123. požeške brigade,132. našičke brigade i pripadnika 3. gardijske brigade te drugih gardijskih postrojbi. Jedini zapovjednik brigade bio je Ivan Kapular.

## Ratni put
Pripadnici brigade dijelovali su i prije ustrojstava na bojištima u Istočnoj Slavoniji braneći Vukovar, Osijek, Vinkovce i druge gradove.

### 1992.
Dijelovi brigade vojno djeluju u Slavoniji i Južnom bojištu. Na početku pripadnici brigade bili su slabo prpremljeni i opremljeni. Tek kasnije dobivaju bolju tehničku i logističku potporu.

### 1993.
Početkom 1993. godine brigada je preseljena u obranu zadarskog zaleđa i obranu Zadra. Tijekom obrane Zadra nema većih pomicanja crte, ali "Sokolovi" uspješno odbijaju srpske napade i u nekoliko navrata uništavaju ubačene neprijateljske izvidnike i diverzante. Sudjeluju u Operaciji Maslenica. Krajem 1993. godine "Sokolovi" su i na Južnom bojištu gdje se potvrđuje, da je 5. gbr sposobna djelovati u svim vremenskim uvjetima i na različitim terenima.

### 1994.
Sredinom studenog 1994. godine, brigada je ponovo na crti bojišnice. Na Južno bojište odlazi najprije ojačana pješačka bojna da bi početkom prosinca brigada na ovoj bojišnici bila u punom sastavu. Uz zajedničko sudjelovanje s drugim postrojbama postižu se izvrsni rezultati.

### 1995.
1. svibnja 1995. godine dio postrojbe je na izvršenju bojne zadaće u oslobađanju Zapadne Slavonije u Operaciji Bljesak. Djelujući s dvije pješačke bojne i dva tenkovska voda, brigada na smjeru udara od rijeke Save do autoceste, postiže odlične rezultate. Učinkovitim djelovanjem u svega 30 sati, oslobođena su sela Gorice, Dubovac, Novi Varoš i Stara Gradiška te sela uz Savu, Donji i Gornji Varoš. Učinkovitim i koordiniranim djelovanjem neprijatelju su naneseni veliki gubici u ljudstvu i tehnici. "Sokolovi" su ovladavanjem komunikacije Okučani - Stara Gradiška stvorili sve pretpostavke za brzi slom tzv. "18. korpusa paravojske odmetnutih Srba". U akciji "Bljesak" 5. gbr. zarobila je veće količine neprijateljske tehnike, streljiva i minsko eksplozivnih sredstava. Za odmor nakon pobjede, "Sokolovi" nisu imali vremena, jer su odmah izašli na crtu bojišnice u Istočnoj Slavoniji braneći Hrvatsku od agresorskog napadaja i moguće osvete zbog velikog poraza u Zapadnoj Slavoniji.
Također je djelovala i na istoku za vrijeme Oluje i to pripadnici 4 bojne 5g.br. štiteći mogući proboj neprijatelja preko Nijemaca i Komletinaca. Tada je ista postrojba i okolna sela bila izložena žestokom artiljerijskom i minobacačkom napadu sa Srpske strane iz Šida i okolnih okupiranih djelova istočne Slavonije. Tako da su svojom nazočnošću pripadnici 4. bojne uvelike pridonijeli očuvanju tadašnje linije i mogućeg neprijateljskog proboja.

### Gubitci
Tijekom Domovinskog rata 77 pripadnika 5. gardijske brigade je poginulo, a oko 300 pripadnika je bilo ranjeno.

## Poslije rata
Poslije rata, brigada je 28. veljače 2003., zajedno s "Kunama", pripojena novoustrojenoj 3. gardijskoj brigadi i od tada je prestala postojati. Danas u sastavu Gardijske oklopno-mehanizirane brigade djeluje 1. mehanizirana bojna "Sokolovi".

## Vanjske poveznice
- Udruga veterana 5. gbr "Sokolovi"

|  | Wikiknjige imaju gradivo o temi Domovinski rat/Sadržaj/Hrvatske postrojbe/5. gardijska brigada "Sokolovi" |